# 泰然自若
| ウィキペディアには「泰然自若」という見出しの百科事典記事はありません（タイトルに「泰然自若」を含むページの一覧/「泰然自若」で始まるページの一覧）。 代わりにウィクショナリーのページ「泰然自若」が役に立つかもしれません。 |